# 永久 (日本)
永久（1113年8月25日~1118年4月25日）是日本的年號之一。使用這個年號的天皇是鳥羽天皇，由白河上皇實施院政。

## 改元
- 天永四年七月十三日（1113年8月25日）改元永久。
- 永久六年四月三日（1118年4月25日）改元元永。

## 出處
- 《毛詩》

## 紀年、西曆、干支對照表
| 永久 | 元年   | 二年   | 三年   | 四年   | 五年   | 六年   |
| 公元 | 1113年 | 1114年 | 1115年 | 1116年 | 1117年 | 1118年 |
| 干支 | 癸巳   | 甲午   | 乙未   | 丙申   | 丁酉   | 戊戌   |